# Finanzielle Allgemeinbildung
Finanzielle Allgemeinbildung, auch Finanzkompetenz oder Finanzbildung, soll Verbraucher in die Lage versetzen, sich finanzwirtschaftliches Wissen anzueignen und dadurch auf Grundlage zutreffender Erkenntnisse eigenverantwortlich und selbstbestimmt Entscheidungen in finanziellen Angelegenheiten treffen zu können. Das schließt zum Beispiel die Fähigkeit ein, Probleme im Bereich von Finanzdienstleistungen selbständig zu lösen. Inwieweit eine bessere Finanzbildung bessere Finanzentscheidungen bewirken kann, ist allerdings in der Forschung umstritten. Finanzielle Allgemeinbildung ist abzugrenzen vom engeren Begriff der Financial Literacy der OECD, das lediglich eine finanzielle Grundbildung darstellt.
Die genauen Inhalte von finanzieller Allgemeinbildung sind umstritten. Verbraucherorganisationen verstehen finanzielle Allgemeinbildung als Bestandteil der ökonomischen Bildung, Verbände der Finanzwirtschaft hingegen verstehen Finanzbildung eher als Vorstufe der Entscheidung für ein konkretes Finanzprodukt. Zu letzterer Sichtweise gehört auch, dass Privathaushalte ihre Finanzen planvoll verwalten, den Umgang mit Finanzdienstleistungen bei Bank- und Versicherungsgeschäften beherrschen und die private Finanzplanung selbständig durch eigene Entscheidungen durchführen können. Zum Teil wird finanzielle Allgemeinbildung als Konzept stark kritisiert, da sie individuelle Entscheidungen und Einstellungen für etwaige finanzielle Schwierigkeiten verantwortlich macht. So nehmen einzelne Studien über finanzielle Allgemeinbildung an, dass unzureichendes Wissen und fehlende Fähigkeiten im Umgang mit Geld und bei der Inanspruchnahme von Finanzdienstleistungen und Konsumwünschen charakteristisch für viele überschuldete Haushalte sind.

## Allgemeines
Finanzielle Allgemeinbildung ist eine wichtige Aufgabe sowie ein bedeutsames Teilgebiet der ökonomischen Bildung, die ihrerseits zur Allgemeinbildung beiträgt. Es gibt Stimmen, die Finanzbildung als Teil der Schullehrpläne fordern. Hierbei hat sich vor allem seit den späten 1990er und frühen 2000er Jahren ein internationales Netzwerk entwickelt, das finanzielle Allgemeinbildung vorantreibt.

### Definitionen
In der Wissenschaft besteht keine einheitliche Begriffsbestimmung für finanzielle Allgemeinbildung. Die Notwendigkeit finanzieller Bildung findet ihre Grundlage in dem Recht jedes einzelnen, seine Rechtsverhältnisse eigenverantwortlich zu gestalten. Die Privatautonomie setzt entsprechende Kenntnisse und Fertigkeiten in finanziellen Angelegenheiten voraus.

#### Institut für ökonomische Bildung
In dem Arbeitspapier Finanzielle Allgemeinbildung als Bestandteil der ökonomischen Bildung (2012) des Instituts für ökonomische Bildung der Universität Oldenburg wird finanzielle Allgemeinbildung wie folgt definiert: „Finanzielle Allgemeinbildung bezeichnet den Prozess zur Entwicklung von Finanzkompetenz. Diese wird als die Summe von Einstellungen, Motivationen, Wertvorstellungen, Kenntnissen, Fähigkeiten und Fertigkeiten verstanden, die es einem Individuum ermöglichen, sich kompetent und mündig auf dem Finanzdienstleistungsmarkt zu orientieren, es befähigen, seine privaten Finanzen zu organisieren, entsprechend zu handeln und sich an der Analyse und Gestaltung der institutionellen Rahmenbedingungen des Finanzdienstleistungsbereichs zu beteiligen. Finanzielle Allgemeinbildung umfasst neben der Verbraucherperspektive auch die Unternehmensperspektive und die ordnungspolitische Dimension, um eine multiperspektivische Auseinandersetzung mit dem Finanzwesen, den Finanzprodukten und den darauf bezogenen institutionellen Rahmenbedingungen zu ermöglichen.“

#### OECD International Network on Financial Education (OECD INFE)
Der Entwicklung des Messinstruments für die Pilotstudie zur Untersuchung der „Financial Literacy and Financial Inclusion“ von Erwachsenen (“Toolkit to Measure Financial Literacy and Financial Inclusion”) legte die OECD folgende Arbeitsdefinition zugrunde: “Financial literacy is a combination of financial awareness, knowledge, skills, attitudes and behaviours necessary to make sound financial decisions and ultimately achieve individual financial well-being”.

#### OECD PISA
Bei der PISA-Studie 2022 der OECD lag der Erhebung der „Financial Literacy“ folgende, davon nennenswert abweichende Definition zugrunde: „Financial literacy is knowledge and understanding of financial concepts and risks, as well as the skills and attitudes to apply such knowledge and understanding in order to make effective decisions across a range of financial contexts, to improve the financial well-being of individuals and society, and to enable participation in economic life.“ Neben kognitiven Kompetenzfacetten wie „Kenntnis und Verständnis finanzieller Konzepte und Risiken“ betont diese Definition stärker die Fähigkeit, dieses Wissen in verschiedenen Finanzkontexten anwenden zu können.

#### Unterschiede
Drei wesentliche Unterschiede dieser beiden Definitionen der OECD sind festzustellen:
1. Statt fundierter bzw. vernünftiger bzw. sinnvoller Entscheidungen sollen effektive bzw. zweckmäßige oder zielführende Entscheidungen getroffen werden können.
2. Diese Entscheidungen sollen das finanzielle Wohlergehen des Einzelnen nicht erzielen oder gewährleisten, sondern verbessern.
3. Das individuelle finanzielle Wohlergehen wird in der PISA-Studie um die gesellschaftliche Dimension („society“) erweitert: Durch zielführende Entscheidungen des Einzelnen soll zugleich auch das Wohlergehen der Gesellschaft verbessert werden. Zudem soll der Einzelne zur Beteiligung am Wirtschaftsleben befähigt sein. Durch die letztgenannte Erweiterung nähert sich das Begriffsverständnis von Financial Literacy dem in der deutschen Wirtschaftsdidaktik üblichen Verständnis von finanzieller Bildung als Teilgebiet ökonomischer Bildung an. Letztgenannte umfasst drei unabhängige Teilgebiete: die Mikroebene des Individuums, das entscheidet, plant und handelt, die Mesoebene der wirtschaftlichen Wechselbeziehungen mit anderen wirtschaftlich Handelnden und schließlich die Makroebene der Märkte, Wirtschaftsordnungen und -systeme sowie der politischen Rechtssetzung. Die Betonung der Spannweite („range“) der Ebenen, auf denen individuelle Entscheidungen notwendig sind, entspricht zudem der im Deutschen weithin anerkannten Ausrichtung der ökonomischen (resp. finanziellen) Bildung auf ökonomisch (resp. finanziell) geprägte Lebenslagen. Daher kann insgesamt eine zunehmende Annäherung des Begriffsverständnisses festgestellt werden, ohne dass es zu einer vollständigen Übereinstimmung gekommen wäre. Dem steht auch der Umstand entgegen, dass der deutsche Begriff der Bildung nur unzureichend ins Englische übersetzt werden kann.

### Finanz-Alphabetismus
Der Finanz-Alphabetismus umfasst sowohl das abstrakte Wissen über grundlegende finanzielle Zusammenhänge und die Funktionsweise von Finanzprodukten als auch die konkrete Erfahrung im Umgang mit Bank- und Versicherungsprodukten. Schwachstellen der Verbraucher sind vor allem Zahlungsverkehr, Kapitalanlage, Kreditaufnahme und Versicherungen. Einer Studie der Bertelsmann Stiftung aus dem Jahre 2004 zufolge gaben 47,3 % der Befragten an, sich nur ungern mit Finanzen zu beschäftigen, 50,2 % schieben finanzielle Entscheidungen auf, obwohl 61 % dafür Zeit hätten, und 61,8 % empfinden Finanzfragen als schwierig. Einerseits ist das grundlegende finanzielle Wissen für angemessene Vorsorge- und Anlageentscheidungen in weiten Teilen der Bevölkerung nicht ausreichend, andererseits steigt der Anteil richtiger Antworten in der Regel mit Bildungsgrad und Einkommen. Auch trauen sich Befragte eine Antwort auf Finanzfragen umso häufiger zu bzw. verweigern die Antwort umso seltener, je höher ihr Bildungsgrad oder Einkommen ist.

### Finanzielle Bildung als Aufgabe und Teilgebiet der ökonomischen Bildung
Ökonomische Bildung dient nach allgemeiner Auffassung der bildenden Vorbereitung der Menschen auf die Bewältigung der Anforderungen in wirtschaftlich geprägten Lebenslagen. Unter ihnen stellen die finanziell geprägten Lebenssituationen eine bedeutsame Teilmenge dar. Da die einzelnen Lebenssituationen ungezählt und vielfältig sind und sich zudem rasch ändern, ist keine passgenaue, auf die jeweilige Gegebenheit abgestimmte Qualifizierung möglich. Daher sollen in Bildungsprozessen stattdessen fachliche Kompetenzen gefördert werden, die in unterschiedlichen Umständen zur Anwendung kommen können. Kompetenzen sind Befähigungen und Fertigkeiten, die ihr Träger in konkreten Situationen je neu aktualisieren muss (= Performanz). In entwickelten Ländern begegnen dem Grunde nach allen Menschen insbesondere folgende Herausforderungen:
- Erzielung und Verwendung von Einkommen (Karriereplanung),
- Management von Liquidität (private Liquiditätsrechnung)
- Aufnahme und Tilgung von Krediten (Kreditmanagement)
- Umgang mit Vermögen (Vermögensverwaltung)
- Nutzung der Möglichkeiten des Zahlungsverkehrs
- Versicherung finanzieller Risiken
- Zahlung von Steuern, Abgaben und Beiträgen.

Die ökonomische Bildung behandelt in ihren Lehre diese Gesichtspunkte, die Verbraucherbildung räumt ihnen – neben anderen Teilgebieten – einen Platz ein, und für Fächer wie Sozialkunde, Gemeinschaftskunde oder Politik-Wirtschaft wird sie bisweilen ebenfalls in Anspruch genommen. Die finanzielle Allgemeinbildung wird daher in der ökonomischen Bildung in die Gesamtheit wirtschaftlicher Tätigkeiten, in der Verbraucherbildung in den Rahmen des Privathaushalts oder in die politisch-ökonomische Bildung eingebunden. Eine von der ökonomischen Bildung abgetrennte Behandlung finanzieller Sachverhalte ist wenig sinnvoll.
Ziel der finanziellen Allgemeinbildung ist es, den Menschen und den privaten Haushalt zu befähigen, sämtliche finanziellen Aspekte seines Daseins sinnvoll und zu seinem Vorteil nutzen zu können.

## Inhalt und Umfang der finanziellen Allgemeinbildung
Schwerpunkt finanzieller Allgemeinbildung ist das Finanzwesen. Hierbei geht es nicht um Fachwissen über besondere Finanzprodukte oder Finanzinstrumente, sondern vielmehr um die Vermittlung von Wirkungsweisen und wirtschaftlichen Zusammenhängen und das Verständnis über grundlegende Eigenschaften von Finanzprodukten:
1. Ermittlung und Bewertung der eigenen Bedürfnisse
2. Informationsbeschaffung
3. Bewertung von Handlungsalternativen
4. Kontakt mit Anbietern
5. Entscheidung
6. Vertragsabschluss
7. Umgang mit Rechten und Pflichten aus dem Vertrag
8. Reaktion auf Situationen mit Anpassungsbedarf

Zentrales Bildungsziel der finanziellen Allgemeinbildung ist es, nicht nur den Umgang mit Geld zu vermitteln. Auch eine vernünftige Inanspruchnahme unterschiedlicher Finanzdienstleistungen muss inhaltliches Ziel sein, eine Handlungskompetenz in sämtlichen Geld betreffenden Fragen aufgebaut werden. Die finanzielle Allgemeinbildung beschäftigt sich mit Fragen des Umgangs mit Lebensrisiken, des Vermögensaufbaus und der Altersvorsorge, ebenso dem Umgang mit Krediten. Darüber hinaus fördert sie eine politische Urteilsfähigkeit hinsichtlich der Regeln für die Finanzbranche und ihre Produkte.
Die Finanzmarktregulierung und öffentliche Beratungsstellen werden als eine wirksame Alternative zur Finanzbildung betrachtet, um privates Handeln zu steuern.
Zunehmend rücken Fragen der sinnvollen Ausgaben- und Einnahmensteuerung privater Haushalte zum Zwecke der Vermeidung einer Schuldenfalle in den Vordergrund der finanziellen Allgemeinbildung, weil Einkommensrisiken bei gleichzeitig unverändertem Konsumverhalten zu einer Erhöhung der Finanzierungsrisiken geführt haben.

## Träger der Finanzbildung
Träger der Finanzbildung können für Kinder und Jugendliche die Schulen, für Erwachsene Einrichtungen der Erwachsenenbildung sein. Aber auch Banken und Versicherer und deren Verbände treten in Erscheinung. Kritisiert wird die teilweise Verflechtung von Anbietern finanzieller Allgemeinbildung mit der Finanzbranche. Sehr an Bedeutung gewonnen haben Menschen, die in sozialen Netzwerken Finanzwissen verbreiten (sog. Finfluencer). Diese haben teilweise sehr hohe Abonnentenzahlen erreicht. Gegenstand der Kritik ist, dass Finfluencer keinen Nachweis ihrer Sachkunde erbringen müssen und dass nicht immer offensichtlich ist, ob und von wem sie vergütet werden. Unabhängige Träger der Finanzbildung sind beispielsweise die Verbraucherzentralen oder die Stiftung Warentest.

### Nationale Strategien zur Verbesserung der finanziellen Bildung
Seit circa 2008 hat eine zunehmende Zahl von OECD-Mitgliedsstaaten so genannte „Nationale Strategien für die finanzielle Bildung“ erarbeitet und verabschiedet, so zum Beispiel Spanien, Australien, Neuseeland und Slowenien. Auch die Bundesrepublik Deutschland entwickelt seit 2023 eine nationale Finanzbildungsstrategie. Dabei arbeitet Deutschland eng mit der OECD zusammen und plant ebenfalls, eine Finanzbildungsplattform zu schaffen.

### Verortung der finanziellen Allgemeinbildung in den Schulen
In Schulen wird die finanzielle Allgemeinbildung je nach Bundesland und Schulform fächerverbindend, fächerübergreifend und in einzelnen Fächern wie Wirtschaft, Gesellschaftslehre oder Gemeinschaftskunde angeboten. Inhaltlich steht sie traditionell im Kontext der Verbraucherbildung, seit einigen Jahren versucht man, sie stärker in die ökonomische Bildung einzubinden.
| Inhaltsbereich     | Themenfeld                                                    | Beispiel                                                        |
| ------------------ | ------------------------------------------------------------- | --------------------------------------------------------------- |
| Private Haushalte  | Konsumieren                                                   | Bedürfnisse und Einkommen                                       |
|                    | Wirtschaftliches Handeln im Haushalt                          | Umgang mit Geld                                                 |
|                    | Verbraucher im Wirtschaftsgeschehen                           | Konsumverhalten, Geldfunktionen                                 |
|                    | Private Haushalte im Wirtschaftsgeschehen                     | Geldanlage, Altersvorsorge, Vermögensbildung                    |
| Unternehmen        | Das Unternehmen im Wirtschaftsgeschehen                       | Betrieblicher Leistungsprozess                                  |
|                    | Märkte und Preisbildung                                       | Kapitalmarkt, Kredite, Geldanlage                               |
| Staat              | Funktionen des Staates in einer marktwirtschaftlichen Ordnung | Soziale Sicherung, Armutsprävention                             |
| Wirtschaftsordnung | Wirtschaft braucht Regeln                                     | Taschengeldparagraph                                            |
|                    | Soziale Marktwirtschaft                                       | Geldordnung, Geldpolitik                                        |
| Ausland            | Internationale Wirtschaftsbeziehungen                         | Internationale Finanzwirtschaft, Europäische Wirtschaftspolitik |

### Einfügung in Schulfächern
Einer Bestandsaufnahme zufolge widmen sich in Deutschland insgesamt 39 verschiedene Schulfächer Teilbereichen der finanziellen Bildung. Die Bandbreite der Schulfächer reicht vom Fach „Wirtschaft und Recht“ (Realschule und Gymnasium in Bayern sowie Gymnasium in Thüringen) über den Lernbereich „Arbeitslehre“ bzw. „Wirtschaft/Arbeit/Technik“ (z. B. in der Gesamtschule in Brandenburg und der Oberschule in Bremen) bis hin zum Fach Mathematik. Diese Zersplitterung der finanziellen Bildung im bundesdeutschen Bildungswesen führt zu mangelnder Transparenz über den Stand der finanziellen Bildung der heranwachsenden Generation in den allgemeinbildenden Schulen. Es ist zu bezweifeln, dass eine solche Zersplitterung der finanziellen Bildung die notwendigen Voraussetzungen für einen langfristigen Aufbau der Befähigung und Kenntnisse der Schülerinnen und Schüler gewährleistet, denn dieser ist gemäß pädagogisch-psychologischer Theorie der Kompetenzentwicklung sowohl auf eine kontinuierliche Förderung als auch auf eine gute fachliche Grundlage angewiesen.
Dass die finanzielle Bildung in den allgemeinbildenden Schulen Deutschlands nur in Spuren vorkommt, belegt auch der Bericht der Kultusministerkonferenz (2001/2008) „Wirtschaftliche Bildung an allgemein bildenden Schulen“. In dem 128-seitigen Dokument findet sich der Begriff „finanzielle Bildung“ nicht einmal. Gleiches gilt für Schlüsselbegriffe wie zum Beispiel Vorsorge und Versicherung. Für andere wichtige Sachverhalte wie Risiko und Rendite sowie einschlägige finanzielle Lebenssituationen wie die Kreditaufnahme und Geldanlage gibt es nur vereinzelte Fundstellen. Der Bericht der Kultusministerkonferenz umfasst auch die Fächer Sozialkunde, Gemeinschaftskunde und Politik. Für die eingangs aufgestellte These, wonach diese Fächer ein traditioneller Ort für die finanzielle Bildung seien, findet sich kein Beleg.
Die finanzielle Bildung trägt auch zur Verbraucherbildung bei, obwohl sie sich nicht auf diesen einen Blickwinkel auf das wirtschaftliche Geschehen beschränkt. Um die ebenfalls schlechte Lage der Verbraucherbildung an Schulen zu stärken und durch die Festlegung von Zielen und allgemeinen Grundsätzen zu orientieren, hat die Kultusministerkonferenz 2013 einen Beschluss gefasst. Demnach soll Verbraucherbildung das Ziel eines „reflektierten und selbstbestimmten Konsumverhaltens“ verfolgen und eine „bewusste und differenzierte Urteilsbildung bei Konsumentscheidungen“ fördern. Die finanzielle Bildung wird von der Kultusministerkonferenz nicht als eigenständige Zielkategorie der Verbraucherbildung ausgewiesen, sondern als ein Element des Inhaltsbereichs (1) Finanzen, Marktgeschehen und Verbraucherrecht angesehen, wenn auch nicht wörtlich so genannt. Dieser Inhaltsbereich steht neben drei weiteren Inhaltsbereichen: (2) Ernährung und Gesundheit, (3) Medien und Information sowie (4) nachhaltiger Konsum und Globalisierung. Die eingangs aufgestellte These, wonach die Verbraucherbildung Aspekten der finanziellen Allgemeinbildung einen „zentralen Platz“ einräume, kann nicht bestätigt werden. Der inhaltliche Schwerpunkt der Verbraucherbildung an Schulen soll bei den Konsumentscheidungen und dem Konsumverhalten liegen, also auf einer ausgewählten Lebenssituation der Einkommensverwendung, und fokussiert auch nicht unbedingt deren finanzielle Dimension, sondern unter anderem auch die „Qualität von Lebensmitteln“ sowie Datenschutz und Urheberrecht. Andere Lebenssituationen als Verbraucher (Geldanleger, Kreditnehmer, Versicherungsnehmer) werden lediglich an einer Stelle beispielhaft, also nicht verpflichtend genannt. Der gesamte Lebensbereich der Einkommenserzielung bleibt in diesem Zusammenhang vollständig unerwähnt.
Für die Verbraucherbildung besteht – wie auch für die finanzielle Bildung – kein eigenständiges Unterrichtsfach. Ein solches Fach wird von der Kultusministerkonferenz auch nicht gefordert. Vielmehr soll die Verbraucherbildung „in den Unterricht eines oder mehrerer Unterrichtsfächer integriert“ werden. Der Status der finanziellen Bildung in der Schule bleibt deshalb so ungesichert wie der Status der gesamten Verbraucherbildung. Weite Teile der Inhaltsbereiche der finanziellen Bildung sind nicht verpflichtend. Ob diese Inhaltsbereiche behandelt werden, hängt nahezu ausschließlich von den Entscheidungen ihrer Lehrer ab.
In Österreich gibt es zahlreiche Initiativen, über die Workshops für Finanzbildung von externen Experten in Schulen angeboten werden, unter anderem von der Nationalbank Österreich und der Fachgruppe Finanzdienstleister der WKO Steiermark.
In Ungarn wurden lange Zeit getestet, ob Schüler mit einer besseren finanziellen Bildung bessere Entscheidungen treffen. Die Schüler waren theoretisch schlauer, was Finanzprodukte angeht, praktisch aber genauso schlecht vorbereitet, wenn es um eigene Finanzplanung geht. Das Phänomen, das die Autoren Daniel Fernandes, John Lynch und Richard Netemeyer gefunden haben, zeigte, das die Eltern die entscheidende Rolle bei der finanziellen Bildung haben. Die Aussage, die zugrunde legt, das Kinder mit einem wirtschaftlichen Fach bessere finanzielle Entscheidungen treffen, ist demnach in dieser Studie widerlegt, da die Kinder die gleichen finanziellen Entscheidungen treffen wie die Eltern.

## Studienlage

### Hinweise auf empirische Studien
Die Save Studie untersucht unter anderem den Stand der finanziellen Allgemeinbildung in Deutschland. Eine empirische Studie der Bertelsmann Stiftung ergab 2004, „dass es um den Finanz-Alphabetismus in Deutschland nicht zum Besten bestellt ist. Gleichzeitig wurde deutlich, dass finanzieller Analphabetismus dazu führen kann, dass eigenverantwortliche Vorsorge der individuellen Situation nicht gerecht wird oder dauerhaft verschoben wird“. In den USA ergab eine Studie des Center for Economic and Entrepreneurial Literacy (CEEL) 2010: „Eine überwältigende Zahl von Amerikanern ist außer Stande, auch nur die einfachsten Fragen zu Kredit, Zinsen und wirtschaftlichen Grundbegriffen zu beantworten“. Im englischsprachigen Raum und in der englischen Fachliteratur wird dieses Phänomen allgemein als „financial literacy problem“ bezeichnet. Aktuelle Ergebnisse zur finanziellen Allgemeinbildung gehen aus der FILS-Studie (Financial Literacy Study) von 2017 hervor. Inhalt der FILS-Studie ist die Überprüfung eines Testinstruments zur Messung von „financial literacy“ bei Schülerinnen und Schülern.

### PISA 2012 & 2015: Zusatzoption Financial Literacy
2012 wurde im Rahmen der PISA-Studie erstmals die Financial Literacy fünfzehnjähriger Schülerinnen und Schüler erhoben. Von dieser Zusatzoption machten folgende Länder Gebrauch: Australien, Belgien (flämischer Teil), Estland, Frankreich, Israel, Italien, Neuseeland, Polen, Slowakische Republik, Slowenien, Spanien, Tschechische Republik, USA sowie Kolumbien, Kroatien, Litauen, Russische Föderation, Shanghai-China. Die Folgeerhebung fand 2015 statt. Deutschland beteiligte sich gemäß Beschluss der Kultusministerkonferenz weder 2012 noch 2015 an dieser zusätzlichen Erhebung der Financial Literacy.
Beiden Erhebungen liegt eine Rahmenkonzeption zugrunde (“Financial Literacy Framework”). Die OECD definiert darin „financial literacy“ als “knowledge and understanding of financial concepts and risks, and the skills, motivation and confidence to apply such knowledge and understanding in order to make effective decisions across a range of financial contexts, to improve the financial well-being of individuals and society, and to enable participation in economic life.” (S. 144).
In dieser Rahmenkonzeption werden die Inhaltsbereiche, Denkprozesse und Lebensbereiche dargelegt, die die Domäne konstituieren und der international vergleichenden Erhebung der Financial Literacy zugrunde liegen.
- Folgende Inhaltsfelder („content areas“) werden genannt: (1) Money and transactions, (2) Planning and managing finances, (3) Risk and reward, (4) Financial landscape

- Folgende kognitive Denk- und Urteilsprozesse („processes“) werden ausgewiesen: (1) Identifying financial information, (2) Analyse information in a financial context, (3) Evaluate financial issues, (4) Apply financial knowledge and understanding

- Folgende lebensweltliche Situationsfelder („contexts“) werden berücksichtigt: (1) Education and work, (2) Home and family, (3) Individual, (4) Societal.

Zu deren Illustration wurden Beispielaufgaben veröffentlicht. Die bei der PISA-Erhebung tatsächlich verwendeten Aufgaben werden von der OECD – wie üblich – nicht öffentlich gemacht. Diese Beispielitems werden in der wissenschaftlichen Diskussion vor allem in zweierlei Hinsicht kritisiert: Einerseits testeten sie nicht die Entscheidungsfindung, wie es der Definition von Financial Literacy entsprechen würde. Andererseits konzentrierten sie sich zu sehr auf die persönlichen Finanzen, was für ein Grundbildungskonzept zu eng gefasst sei. Vor dem Hintergrund eines Verständnisses von finanzieller Bildung als Teil von ökonomischer Bildung müsse Financial Literacy viel umfassender verstanden werden und deshalb nicht zuletzt auch System- und Ordnungsfragen beinhalten.
Die OECD veröffentlichte die Ergebnisse der Erhebung der Financial Literacy aus 2012 am 9. Juli 2014. Unter den vielen Detailergebnissen ist bemerkenswert, dass – anders als in anderen Domänen – keine grundlegenden Leistungsunterschiede von männlichen und weiblichen Schülerinnen und Schülern festgestellt wurden. Bei gleichen Leistungen in Mathematik und Lesefähigkeit schneiden männliche Probanden in der Mehrzahl der teilnehmenden Staaten allerdings besser ab als weibliche Probanden. Zudem finden sich sowohl in der höchsten als auch in der niedrigsten Leistungsstufe (von insgesamt fünf) prozentual deutlich mehr männliche Probanden.
Die Veröffentlichung der Ergebnisse der PISA-Erhebung der Financial Literacy fand in den Medien sehr wenig Beachtung. In der Wissenschaft wurden das Konstrukt, die Items und die Ergebnisse von den Wirtschaftsdidaktikern der Sektion Finanzielle Bildung der Deutschen Gesellschaft für Ökonomische Bildung auf wissenschaftlichen Konferenzen kritisch diskutiert. Zudem wurden umfassendere und differenzierte Modelle für die Bestimmung und Messung der finanziellen Bildung entwickelt.

## Bedeutung
Das Finanzwissen wird überwiegend als ein entscheidender Erfolgsfaktor bei der Teilnahme am Wirtschaftsleben betrachtet. Bildungslücken in alltäglichen Finanzfragen können zu einer unzureichenden Beschäftigung mit den privaten Finanzen führen. Problematische finanzielle Entscheidungen können zu Renditeschmälerung, Vermögensverlust oder Überschuldung führen. Es gibt jedoch auch Gegenpositionen. Der Verzicht auf finanzielle Optimierung kann ein bewusster Lebensstil sein. Überschuldung folgt oft aus individuell beeinflussbaren Lebenslagen (Arbeitslosigkeit, Scheidung) und besonders aus mangelndem finanziellen Wissen. Es besteht aber ein empirischer Zusammenhang zwischen Bildung und Überschuldungsursachen.
Daher ist finanzielle Allgemeinbildung ein wichtiger Bestandteil von:
- Armutsprävention, insbesondere der Altersarmut
- Prävention von Überschuldung
- Anlegerschutz
- Verbraucherschutz
- Politischer Bildung

Immer mehr Entscheidungen der Bürger über ihre privaten Finanzen werden durch Finanzdienstleistung Dritter, wie Banken oder Versicherungs- oder Finanzanlagenvermittler ergänzt. Die politisch gewollte Deregulierung der Finanz- und Versicherungsmärkte hat die Angebotsvielfalt erhöht und dadurch die Intransparenz aus Sicht der privaten Nachfrager deutlich erhöht. Die Unübersichtlichkeit steigt auch durch das Angebot immer komplexerer Finanzprodukte. Diese Dienstleistungen haben daher in heutigen Gesellschaften nicht nur eine steigende Alltagsbedeutung, auch weil sie gesellschaftliche Institutionen wie die Familie in ihrer sozialen Absicherungsfunktion ganz oder teilweise ablösen (bei Altersvorsorge, Pflege und Hinterbliebenenversorgung). Vielmehr stellen die neuen Marktbedingungen Menschen vor erhebliche Informations- und Planungsprobleme und es entstehen erhöhte Risiken. Die wachsende Unbeständigkeit im Lebenslauf durch sich verändernde wirtschaftliche Rahmenbedingungen, insbesondere durch die Flexibilisierung der Beschäftigungsverhältnisse, und familiäre Verhältnisse (Alleinerziehende), haben zur Folge, dass die Menschen ihre privaten Finanzen häufiger anpassen müssen. Die politisch definierten Rahmenbedingungen für Finanz- und Versicherungsmärkte, der Einfluss von Interessenverbänden auf diese Politik und deren Folgen für den Einzelnen und die Haushalte gehören zum inhaltlichen Kern der finanziellen Allgemeinbildung.
Die finanzwirtschaftlichen Fähigkeiten sind zu stärken, indem der Verbraucher lernt, richtig mit Geld umzugehen und dadurch das Risiko senkt, in eine Überschuldung zu geraten. Die Verbesserung der finanziellen Allgemeinbildung ist insofern zur Vorbeugung von Überschuldung geeignet und hilft, das Risiko von Verbraucherinsolvenzen zu senken. Der kompetente Umgang mit Finanzdienstleistungen und Konsumwünschen kann Überschuldungsrisiken entscheidend vorbeugen. Der Vermittlung entsprechender Fähigkeiten und deren Verankerung in der schulischen wie der außerschulischen Bildung kommt daher eine große Bedeutung zu.